# Glenea invitticollis
Glenea invitticollis là một loài bọ cánh cứng trong họ Cerambycidae.